# ジャウメ・プレンサ
ジャウメ・プレンサ（カタルーニャ語: Jaume Plensa、カタルーニャ語発音: [ˈʒawmə ˈplɛnsə]、1955年 - ）は、スペイン・バルセロナ出身の現代美術家・彫刻家。

## 経歴
1955年にカタルーニャ地方のバルセロナに生まれ、ジョッチャ学校卒業後には独学で美術を学んだ。
2004年にはアメリカ合衆国シカゴのミレニアム・パークにパブリックアートとして『クラウン・ファウンテン』が設置された。
2010年に日本で開催された瀬戸内国際芸術祭では、瀬戸内海に浮かぶ男木島の定期船待合所「男木島の魂」を設計した。
2014年には東京都港区の虎ノ門ヒルズに大型彫刻作品「ルーツ」が設置された。

## 受賞・受章
- 1993年 - 芸術文化勲章（フランス文化省）
- 1996年 - カルダー財団賞
- 1997年 - 国民芸術賞（カタルーニャ州政府）
- 1999年 - プラハ・カドリエンナーレ（英語版） ゴールドメダル[3]
- 2005年 - シカゴ美術館付属学校名誉博士号[4]
- 2009年 - マーシュ公共彫刻賞（英語版）[4][5]
- 2012年 - サン・ジョルディ十字勲章[6]
- 2012年 - 国民造形芸術賞（英語版）[4]
- 2013年 - 国民視覚芸術賞[4]
- 2013年 - ベラスケス造形芸術賞（スペイン文化省（英語版））[4][7][8]

## 作品

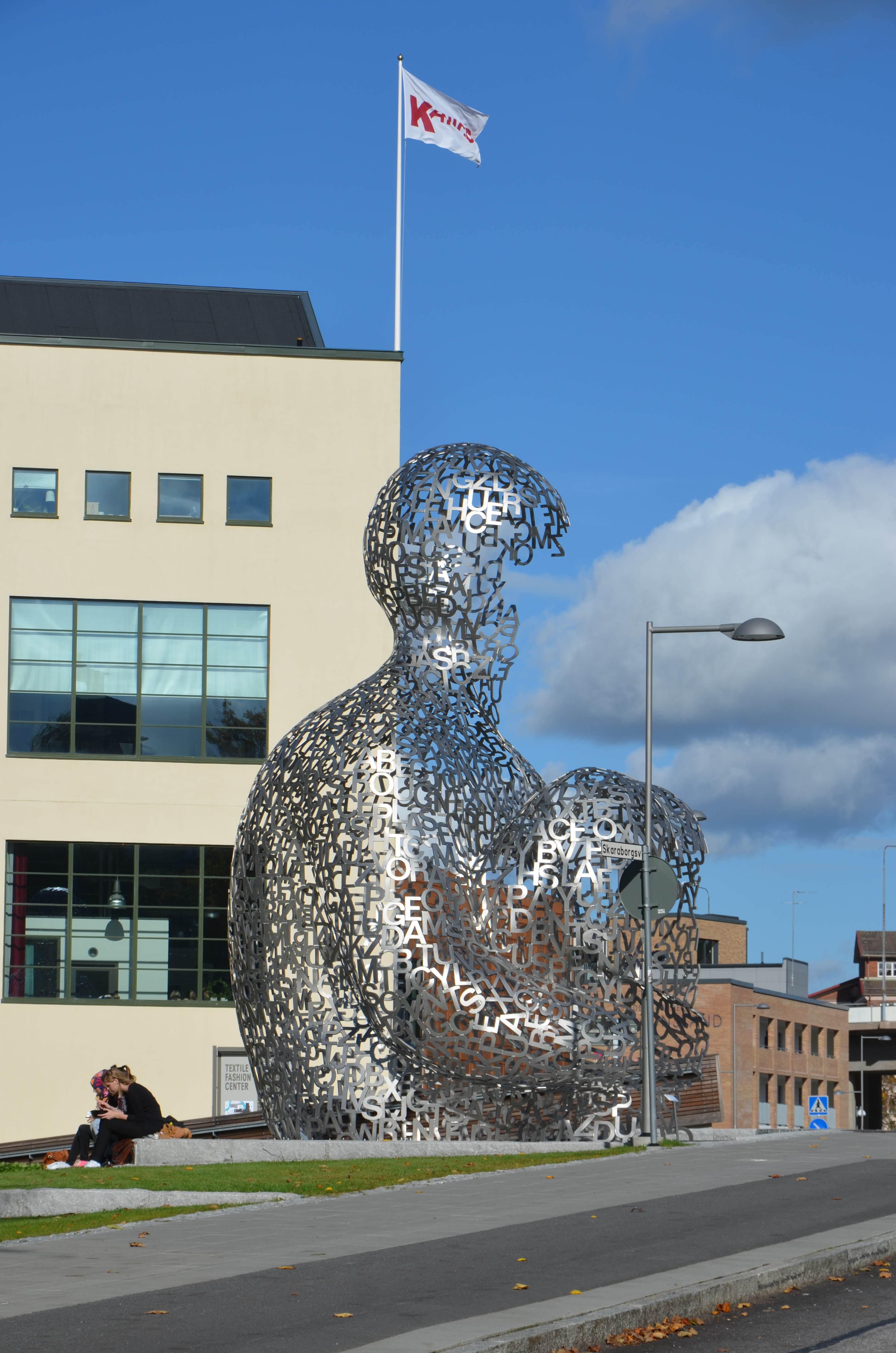
「House of Knowledge」 （ ボロース）
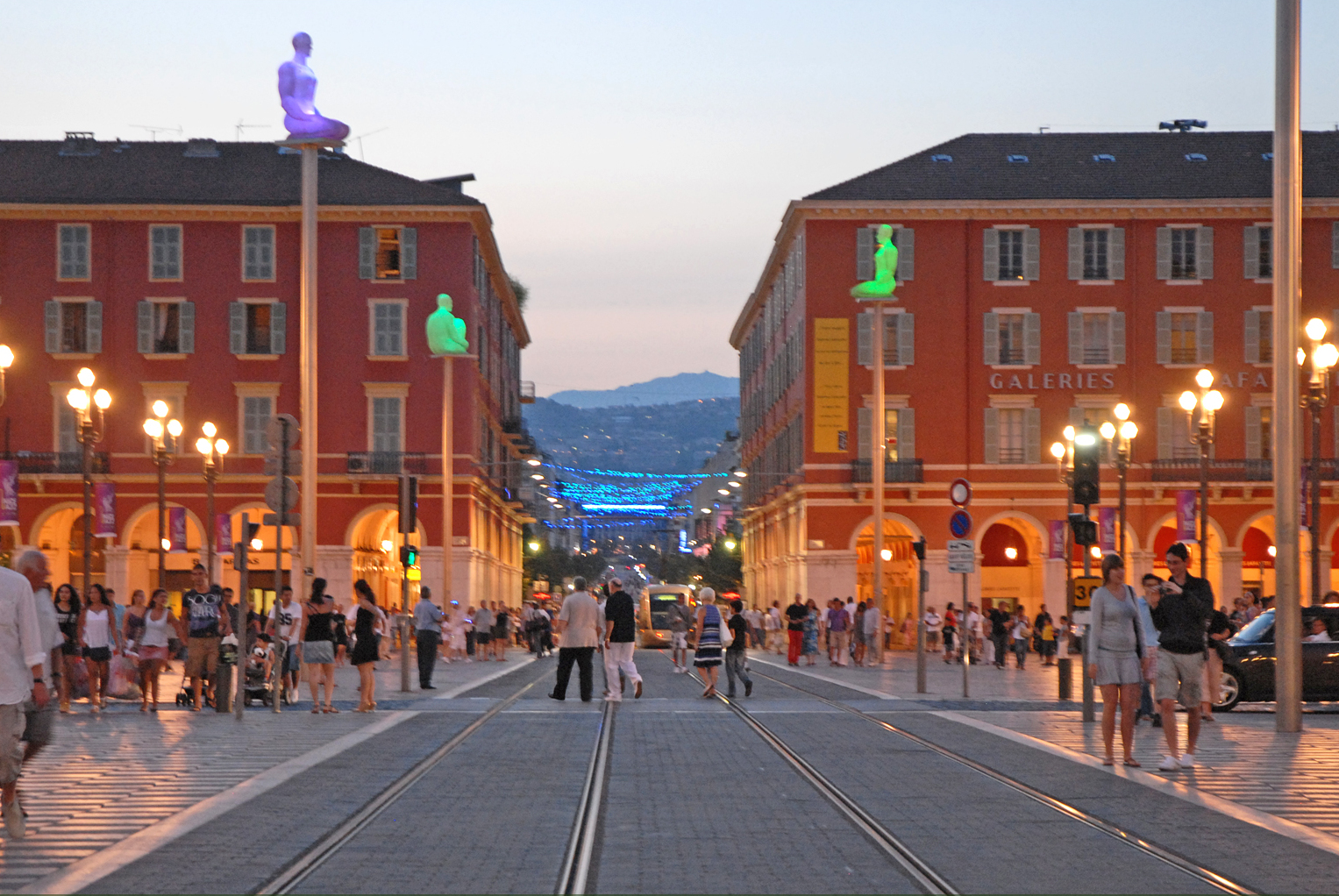
「Figures representing seven continents」 （ ニース）
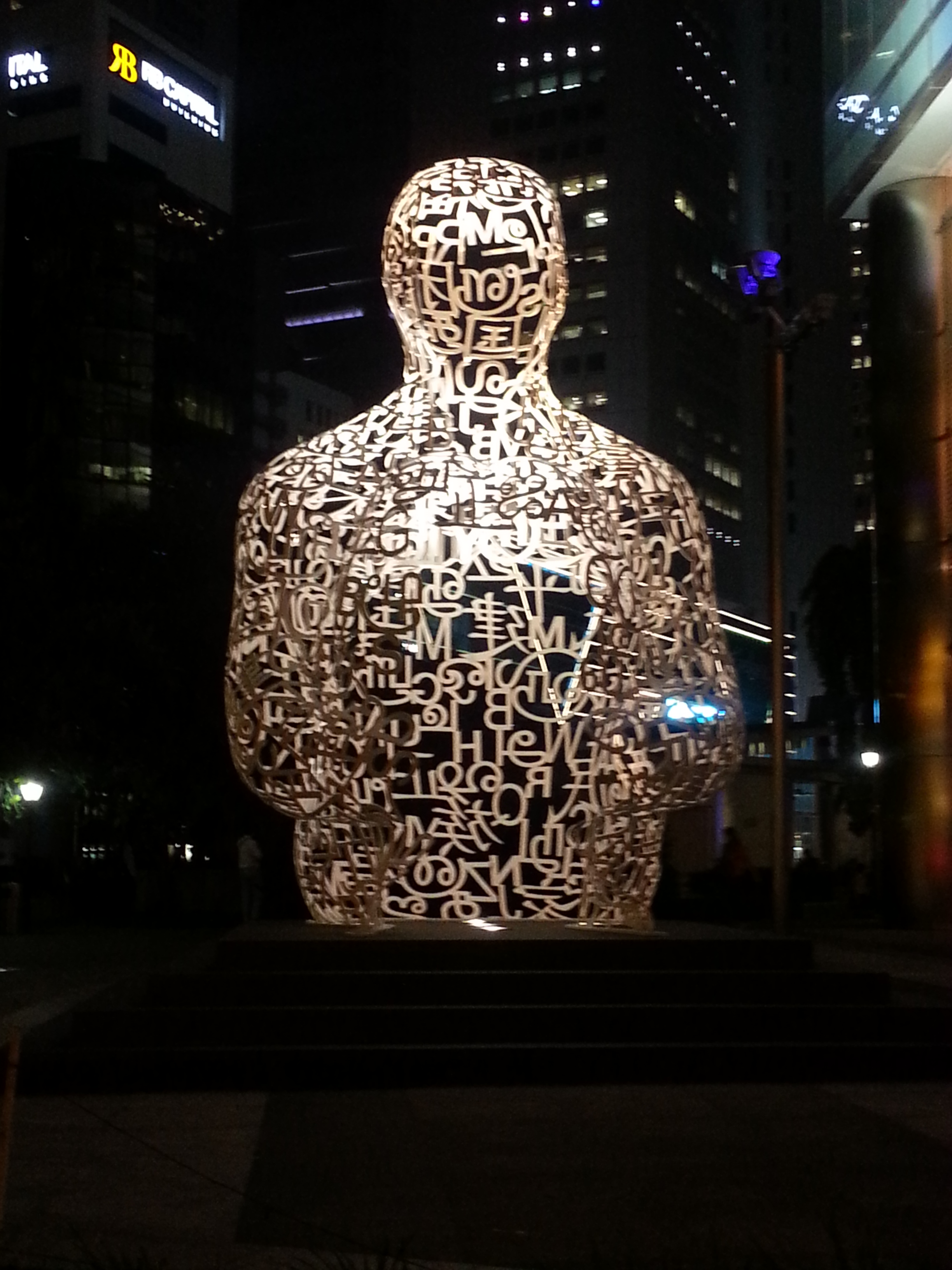
「Singapore Soul」 （ シンガポール）
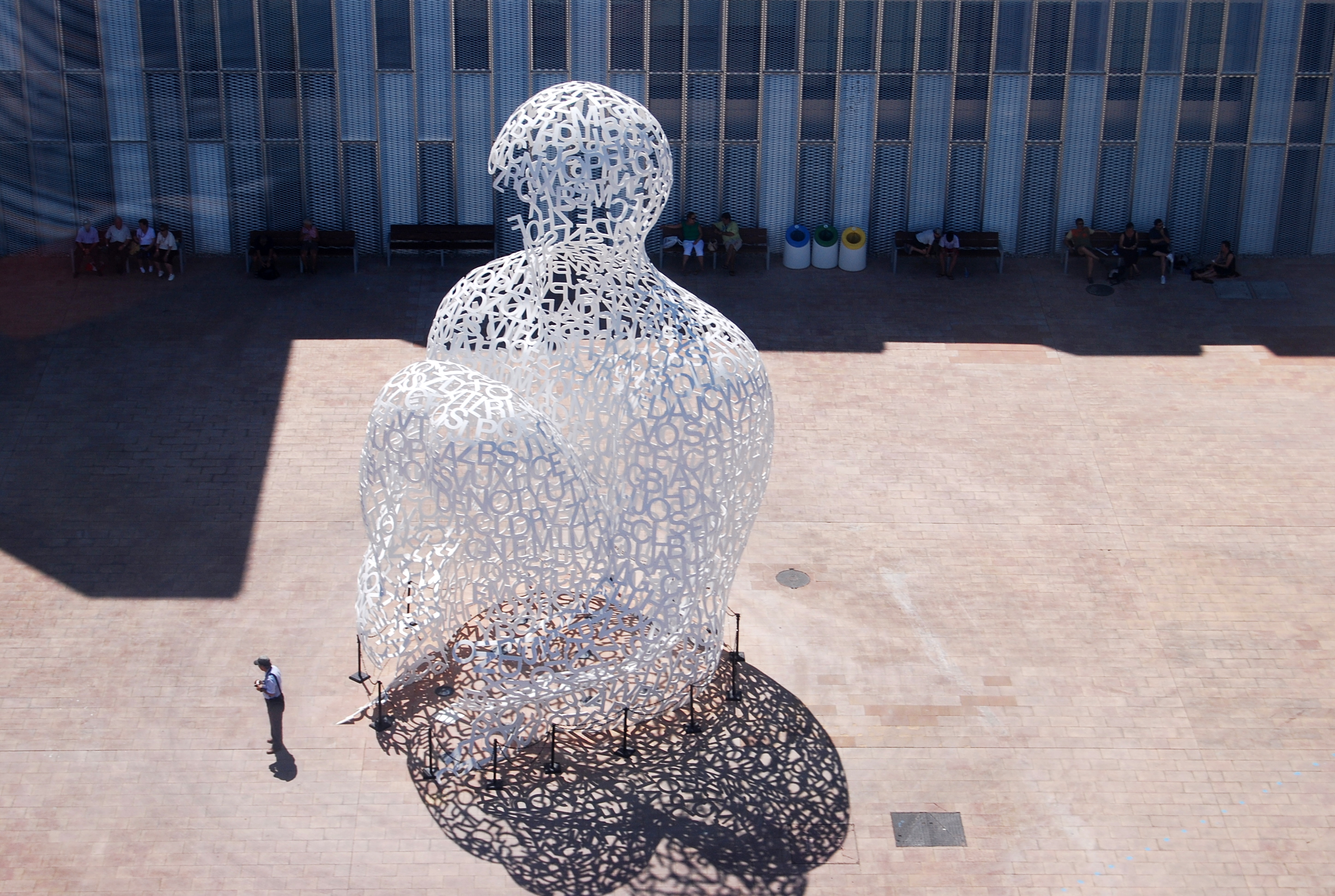
「El alma del Ebro」 （ サラゴサ）
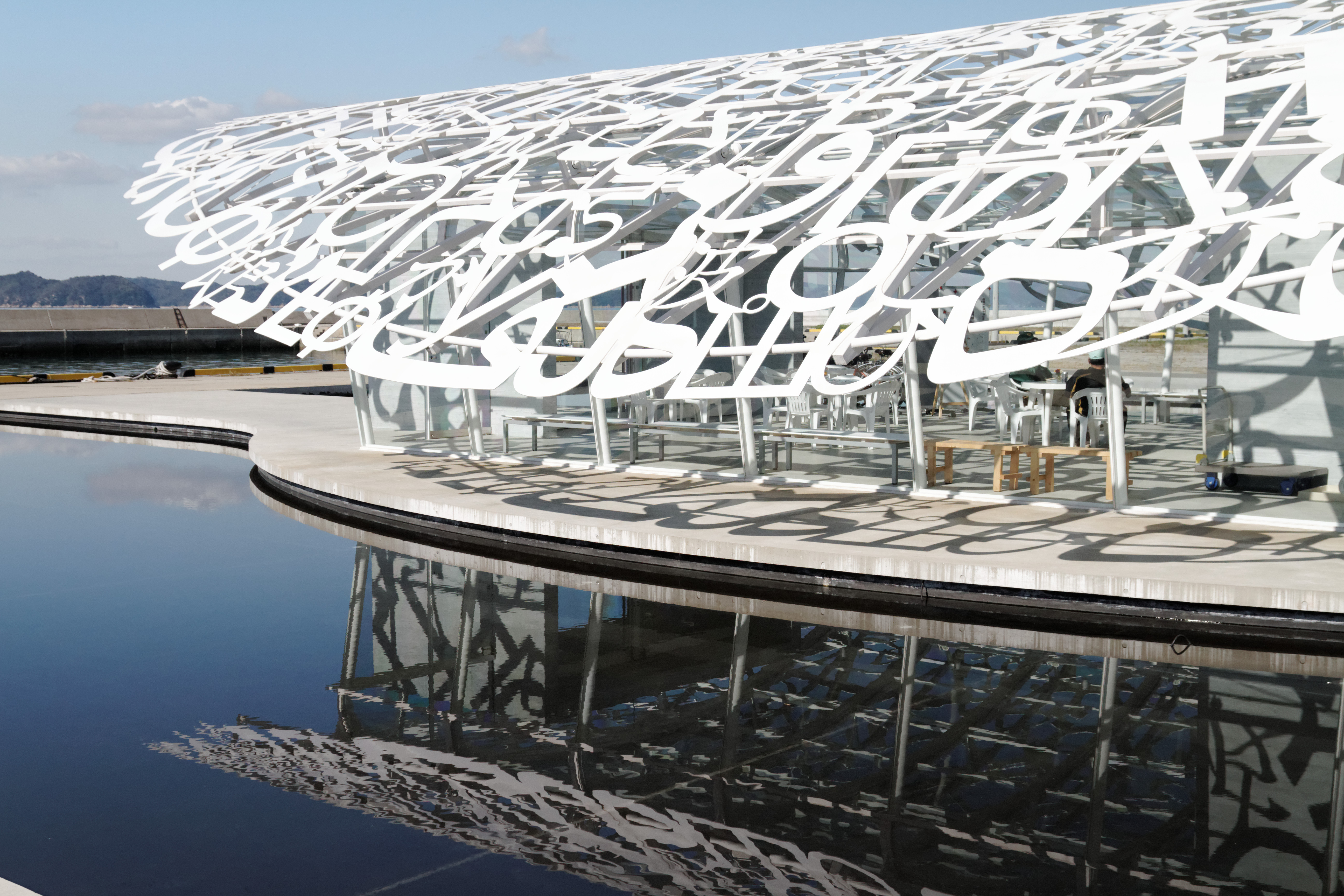
「男木島の魂」 （ 香川県高松市 男木島）